# Димитър Михалчев
Димитър Георгиев Михалчев е български философ и председател на Българската академия на науките между 1944 и 1947 година.

## Биография
Роден е в Лозенград на 25 декември 1880 г. Учи в гимназията в Одрин. Завършва Висшето училище в София (днес Софийски университет). Като студент се включва във ВМОРО и напуска лекциите за да участва в Преображенското въстание. Работи като коректор във вестник „Вечерна поща“. Негов пръв учител и професор е д-р Кръстьо Кръстев, вдъхновителят и създателят на литературния кръг „Мисъл“. По препоръка на Пенчо Славейков, проф. Иван Шишманов го назначава за учител в София и го изпраща за 4 години на специализация в Германия. След завръщането си от Германия той е командирован за още известно време на специализация в Петербург, а през 1910 г., вече като член на „Кантовото дружество“ в Берлин, бива избран и за редовен доцент в Университета в София. Като патриот Михалчев участва в Балканските войни (1912 – 1913 г.). От 1915 до 1947 е професор в СУ. Димитър Михалчев е основател и редактор на списание „Философски преглед“ (1929 – 1943). Работи в областта на гносеологията. Член на Словашката академия на науките, на Кантовото научно дружество в Берлин, на Ремкеанското научно дружество в Берлин, формира основнонаучната философска школа в България.
Ръководител е на Съюза на тракийските дружества в България (1918 – 1923). Михалчев е посланик в Прага от 1923 до 1927 г., когато Тодор Александров заплашва, че може да го „обезвреди“, тъй като не действа достатъчно активно в полза на подсъдимия член на ВМРО Йордан Цицонков, убил по това време в Прага земеделския лидер Райко Даскалов.
В 1932 година Димитър Михалчев публикува в списанието си „Философски преглед“ статията „Възможна ли е единна и цялостна Югославия?“, в която подлага на анализ предлаганата от сръбската държавна пропаганда идея за присъединяване на България към Югославия и създаване на Интегрална Югославия. Статията предизвиква скандал в българската общественост и среща силно негативни отзиви от Димитър Азманов, Сотир Янев, Стоян Романски, Димитър Съселов, Андрей Тошев, Любомир Милетич, Йордан Бадев. В отговор Михалчев публикува брошурата си „Отговор на моите критици по спора за цялостна Югославия“, в която Михалчев доразвива тезата си и се опитва да обори аргументите на критиците си. Книгата е посрещната враждебно от много македонски дейци и Христо Татарчев пише статия във вестник „Македония“ под заглавие „Една престъпна и опасна пропаганда“.
По-късно Михалчев е пълномощен министър в Москва 1934 – 1936 г. и политически представител и пълномощен министър в Москва 1944 – 1945 г. Часове след Деветосептемврийския преврат е в делегацията при маршал Фьодор Толбухин, постигнала споразумение за прекратяване на военните действия на Съветския съюз срещу България. Участва в делегацията, която на 28 октомври 1944 г. сключва т. нар. Московско примирие между правителството на България и страните победителки във Втората световна война. Той е един от авторите на проекта за българо-югославско споразумение, но с това си навлича омразата на съветското ръководство. Отстранен е от поста пълномощен министър в Москва, след като на 18 октомври съветското правителство изпраща искане за това, обвинявайки го, че е „настроен изцяло и напълно проамерикански и недружелюбно към СССР“.
Председател на Българска академия на науките (1944 – 1947). Полага усилия да предотврати закриването на Българската академия на науките от правителството на Георги Димитров. Философският му спор с Тодор Павлов за неговата „Теория на отражението“ допринася за обвинения и нападки, че оглавяваната от него академия е „средище на буржоазни философии и великобългарски национализъм“. През 1947 е пенсиониран от СУ поради „пределна възраст“, а на мястото му в БАН е сменен от Тодор Павлов.